# Prix de beauté
Prix de beauté is een film uit 1930 onder regie van Augusto Genina.

## Verhaal
Lucienne werkt als typiste maar wil dolgraag opvallend zijn. Ze besluit mee te doen aan de "Miss Europa" wedstrijd. Als ze voor de verkiezing verblijft in Spanje, wordt ze aanbeden door veel inwoners. Haar vriend André wordt jaloers en dwingt haar te kiezen tussen hem of een carrière als model.

## Rolverdeling
| Acteur          | Personage        |
| --------------- | ---------------- |
| Louise Brooks   | Lucienne Garnier |
| Georges Charlia | André            |
| Augusto Bandini | Antonin          |
| Marc Ziboulsky  | De manager       |
| Alex Bernard    | De fotograaf     |